# Duron

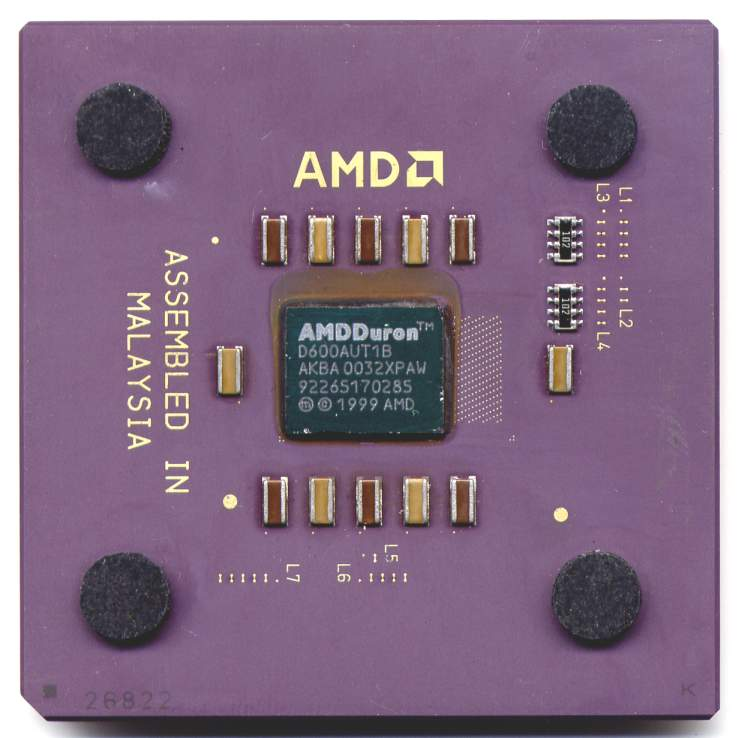
AMD Duron "Spitfire" CPU

Duron är en x86-kompatibel processor från AMD. Den lanserades den 19 juni 2000 som ett billigare alternativ till främst AMD:s egen Athlon-processor, men även till Intels Pentium III- och Celeron-processorer. Duron-processorn slutade tillverkas under 2004 och ersattes av Sempron-processorn.
Processorn har funnits i tre olika modeller, Spitfire, Morgan och Applebred, och i hastigheter från 600 MHz till 1,8 GHz.